# Lutzomyia whitmani
Lutzomyia whitmani är en tvåvingeart som först beskrevs av Antunes P. C. A., Coutinho J. O. 1939.  Lutzomyia whitmani ingår i släktet Lutzomyia och familjen fjärilsmyggor. Inga underarter finns listade i Catalogue of Life.